# Déli bűzbogár
A déli bűzbogár (Blaps abbreviata) a rovarok (Insecta) osztályának a bogarak (Coleoptera) rendjéhez, ezen belül a mindenevő bogarak (Polyphaga) alrendjéhez és a gyászbogárfélék (Tenebrionidae) családjához tartozó faj.

## Elterjedése
Mediterrán faj, Szíriától a Bécsi-medencéig fordul elő. Magyarország is megtalálható, adatai főleg a Dunántúlról vannak; ritkának mondható. Nagyobb, elszigetelt populáció élnek a Budai-hegységben (Tétényi-fennsík), a Ság hegyen és kenyeri volt repülőtér területén.

## Megjelenése
Nagy méretű (17–22 mm), egységes fekete színezetű bogár. Testének felülete fényes, sűrűn pontozott. A többi Blaps-fajhoz megjelenésében elég hasonló. Fontosabb különbségek a rokon fajoktól a következőek:
- szárnyfedői rövid tojásdad alakúak,
- előtorának oldalszegélye a közepétől lekerekített,
- a karmok közt található nyúlvány végei lekerekítettek,
- csápja rövid, visszahajtva az előtor tövét nem éri el.

## Életmódja
Főként sziklagyepeken fordul elő. A nappalt kövek alatt, állati üregekben tölti.

## Szaporodása
A nőstények korhadó növényi részek közé helyezik tojásaikat. Lárváik a drótférgekre emlékeztető, hengeres testalkatúak, viszont az előbbiekkel ellentétben testük alul lapított.

## Rendszertani kapcsolatai
Hazánkban több, egymáshoz elég hasonló Blaps-faj él. Köztük a karomízek alakulása, a hímek haslemezeinek alakulása és a szárnyfedők alakja alapján lehet különbséget tenni.